# 大網町
大網町（おおあみまち）は、千葉県山武郡にかつて存在した町である。
現在の千葉県大網白里市の西部に位置している。

## 沿革
- 1889年（明治22年）4月1日 - 町村制施行により、大網宿、仏島村が合併して山辺郡大網町（初代）が発足。
- 1897年（明治30年）4月1日 - 山辺郡、武射郡が統合して山武郡が発足。山武郡大網町になる。
- 1951年（昭和26年）4月1日 - 大網町、瑞穂村、山辺村が合併し、改めて大網町（2代目）を新設。
- 1953年（昭和28年）4月1日 - 大和村のうち小西、養安寺、山口の一部を編入。大和村の残部は東金町（現東金市）へ編入。
- 1954年（昭和29年）12月1日 - 白里町、増穂村と合併して大網白里町を新設。同日大網町廃止。

## 交通

### 鉄道
- 国鉄（現JR東日本）
  - 房総東線（現外房線）：大網駅 - 永田駅
  - 東金線：大網駅

大網駅は1972年に移転しているため、現在とは位置が異なる。旧駅、新駅ともに旧山辺村に所在する。